# Partido Unido para a Independência Nacional
O Partido Unido para a Independência Nacional (em inglês: United National Independence Party, UNIP) é um partido político na Zâmbia. 
O partido foi fundado em 1959, como o sucessor do Congresso Nacional Africano Zambiano, banido no início desse ano. O líder histórico do UNIP foi Kenneth Kaunda, presidente da Zâmbia entre 1964 a 1991. 
Inicialmente, o UNIP era o partido dominante, mas a partir de 1973, o partido tornou-se o único partido legal sob a liderança de Kaunda, seguindo uma linha socialista, procedendo à nacionalização de vários sectores da economia nacional. Com o fim da Guerra Fria, a democracia foi reintroduzida na Zâmbia e o UNIP começou a perder influência política, algo verificado pelas eleições de 2016, onde conseguiu pouco mais de 0,2% dos votos.

## Resultados eleitorais

### Eleições legislativas
| Data                                | CI.                       | Votos                     | %                         | +/-                       | Deputados                 | +/-                       | Status                    |
| ----------------------------------- | ------------------------- | ------------------------- | ------------------------- | ------------------------- | ------------------------- | ------------------------- | ------------------------- |
| 1964                                | 1.º                       | 570 612                   | 69,1 / 100,0              |                           | 55 / 75                   |                           | Governo                   |
| 1968                                | 1.º                       | 657 764                   | 73,2 / 100,0              | 4,1                       | 81 / 110                  | 26                        | Governo                   |
| Regime de partido único (1973-1990) |                           |                           |                           |                           |                           |                           |                           |
| 1973                                | 1.º                       | 527 252                   | 100,0 / 100,0             |                           | 125 / 136                 |                           | Governo                   |
| 1978                                | 1.º                       | N/D                       | 100,0 / 100,0             | Estável                   | 125 / 136                 | Estável                   | Governo                   |
| 1983                                | 1.º                       | N/D                       | 100,0 / 100,0             | Estável                   | 125 / 136                 | Estável                   | Governo                   |
| 1988                                | 1.º                       | N/D                       | 100,0 / 100,0             | Estável                   | 125 / 136                 | Estável                   | Governo                   |
| Democracia (1990-presente)          |                           |                           |                           |                           |                           |                           |                           |
| 1991                                | 2.º                       | 314 711                   | 25,0 / 100,0              |                           | 25 / 159                  |                           | Oposição                  |
| 1996                                | 9.º                       | 477                       | 0,0 / 100,0               | 25,0                      | 0 / 159                   | 25                        | Extra-parlamentar         |
| 2001                                | 4.º                       | 185 535                   | 10,6 / 100,0              | 10,6                      | 13 / 159                  | 13                        | Oposição                  |
| 2006                                | Aliança Democrática Unida | Aliança Democrática Unida | Aliança Democrática Unida | Aliança Democrática Unida | Aliança Democrática Unida | Aliança Democrática Unida | Aliança Democrática Unida |
| 2011                                | 6.º                       | 18 446                    | 0,7 / 100,0               |                           | 0 / 159                   |                           | Extra-parlamentar         |
| 2016                                | 9.º                       | 7 253                     | 0,2 / 100,0               | 0,5                       | 0 / 156                   | Estável                   | Extra-parlamentar         |